# Paris Jets
I Paris Jets sono stati una squadra di football americano di Parigi, in Francia.

## Storia
La squadra è stata fondata nel 1982 a Parigi e si è trasferita nel 1987 a Saint-Cloud, per confluire nel 1992 negli Sphinx du Plessis-Robinson che a loro volta si fonderanno nel 1994 con i Castors de Paris. Ha vinto 1 volta il campionato nazionale.

## Palmarès
- 1 Casco d'Oro (primo livello) (1985)